# Tlanepantla (kommun i Mexiko)
Tlanepantla är en kommun i Mexiko.   Den ligger i delstaten Puebla, i den sydöstra delen av landet, 150 km öster om huvudstaden Mexico City. Antalet invånare är 4 833. Arean är 1 488 kvadratkilometer.
Terrängen i Tlanepantla är huvudsakligen kuperad, men åt sydväst är den bergig.
Följande samhällen finns i Tlanepantla:
- Santa Isabel Tlanepantla